# Уллуби-Юрт
Уллу́би-Юрт — аул в составе Нефтекумского района (городского округа) Ставропольского края России.

## Варианты названия
- Новый Джалал[3],
- Далхат,
- Улуби-Юрт[2].

## География
Расстояние до краевого центра: 246 км.
Расстояние до районного центра: 30 км.

## История
Аул возник в 1930 году к северо-западу от населённого пункта Махач-Аул (Джелал). Основан туркменами, переселёнными из аулов Мусса-Аджи и Туркменский. До 1935 года назвался Новый Джелал. Наименование получил, по все видимости, по имени председателя СНК ДАССР Джелал-эд-Дина Коркмасова.
В 1937 году постановлением президиума ВЦИК селение Далгат было переименовано в Уллубий-Юрт — в честь дагестанского революционера Уллубия Буйнакского.
До 1 мая 2017 года аул входил в состав муниципального образования «Сельское поселение Каясулинский сельсовет» Нефтекумского района Ставропольского края.

## Население
| 1989 | 2002 | 2010 | 2014 | 2023 |
| ---- | ---- | ---- | ---- | ---- |
| 736  | ↗764 | ↘652 | ↗800 | ↘600 |

По данным переписи 2002 года, 89 % населения — туркмены.

## Образование
- Средняя общеобразовательная школа № 11[11]

## Религия
- Местная религиозная организация мусульман-суннитов села Уллуби-Юрт (зарегистрирована в 2012 году)[12]
- Вероисповедальное открытое кладбище площадью 21 378 м²[13]

## Известные уроженцы
- Джанаева Джамиля Хамидовна (род. в 1947 году) — завотделением Нефтекумской ЦРБ, заслуженный врач РФ (1999)[14].